# Jan Faulte

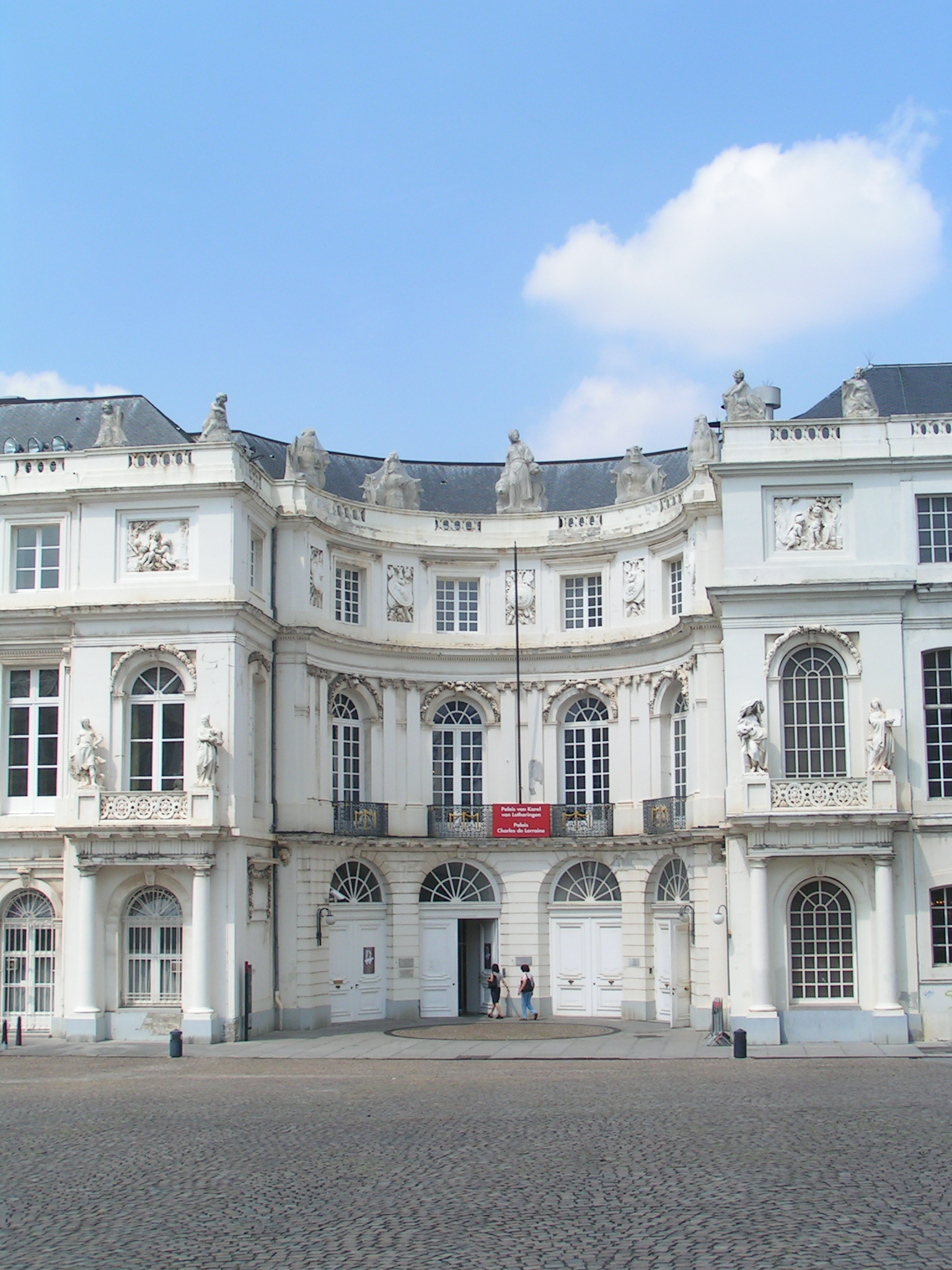
De halfrond ingebogen ingangspartij van het Paleis van Karel van Lotharingen.

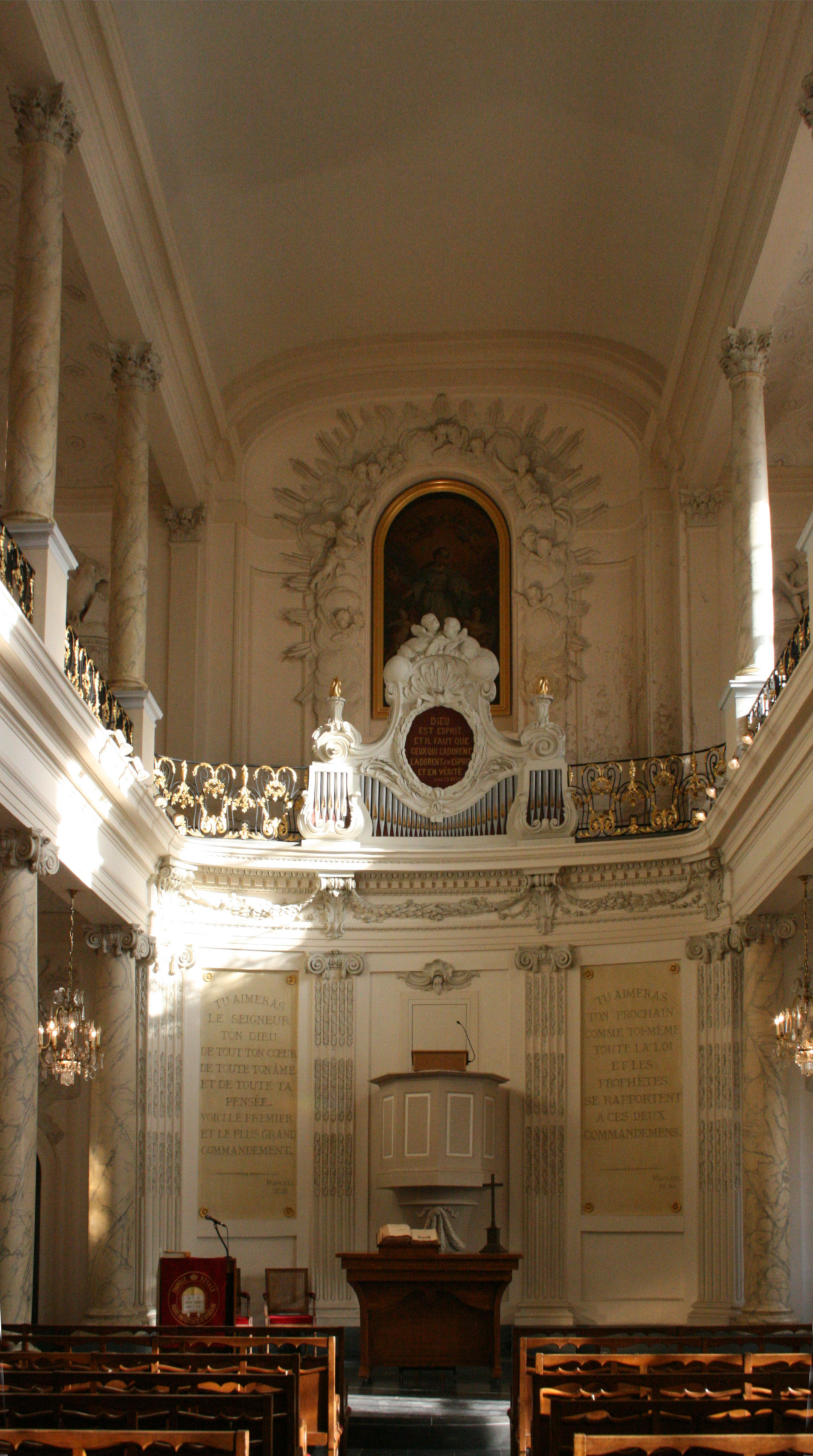
Interieur van de kapel, tegenwoordig de Protestantse Kerk van Brussel

Jan Michiel Faulte (Brugge, 26 september 1726 – Brussel, mei 1766) was een meubelmaker en neoklassiek architect in de Oostenrijkse Nederlanden. Zijn werk getuigt van de elegante Franse stijl die toen in heel Europa als het summum van verfijning gold. Hij signeerde zijn plannen met Jean Faulte.

## Carrière
Hij kreeg een opleiding in tekenen en architectuur aan de Brugse kunstacademie. Na een reis doorheen Engeland en Italië kon hij, waarschijnlijk dankzij bemiddeling van zijn schoonvader, terecht aan het hof van Karel van Lorreinen. Hij was er eerst meubelmaker, dan schilder en ten slotte architect (in opvolging van Jan Andries Anneessens). Hij nam de werken in Tervuren over (in 1757 vermeld als directeur des ouvrages) en verkreeg een aanstelling als hofarchitect (eerste vermelding in 1760). In die periode stelde hij de landvoogd een originele oplossing voor om een nieuwe residentie te bouwen zonder de beschikking te verliezen over de bestaande gebouwen: een nieuwe, ondiepe vleugel in Lodewijk XVI-stijl werd onder eigen zadeldak tegen het Hof van Nassau aangebouwd.
In Faulte's Brusselse bureau werkte onder meer Barnabé Guimard (augustus 1761-juni 1766). Volgens graaf Cobenzl, Guimards beschermheer, hield Faulte zijn getalenteerde medewerker jaloers uit de schijnwerpers.
Faulte overleed in 1766, nog vóór zijn veertigste verjaardag.

## Realisaties
- 1752-58: Uitbreidingen bij het Kasteel van Tervuren (twee hoefijzervormige gebouwencomplexen: afwerking van paardenstallen Anneessens en ontwerp van pendant voor manufacturen)[1]
- 1757-66: Paleis van Karel van Lorreinen (zuidvleugel, nadien afgewerkt door Laurent-Benoît Dewez)
- 1760: Kapel van het paleis van Karel van Lorreinen (later gekend als de Koninklijke Kapel en de Protestantse Kerk van Brussel)

## Afkomst
Jan Faulte, zoon van Jan Baptist Faulte en Gertrude Anna Verschuegen, trouwde op 27 oktober 1748 met Anne Christine Salières (1730-1803). Het Brugse paar had minstens drie kinderen (Jan Baptist, °29 juli 1749, Anna Petronilla, °12 maart 1751 en Jozef Jan, °7 november 1753).